# Achille Starace

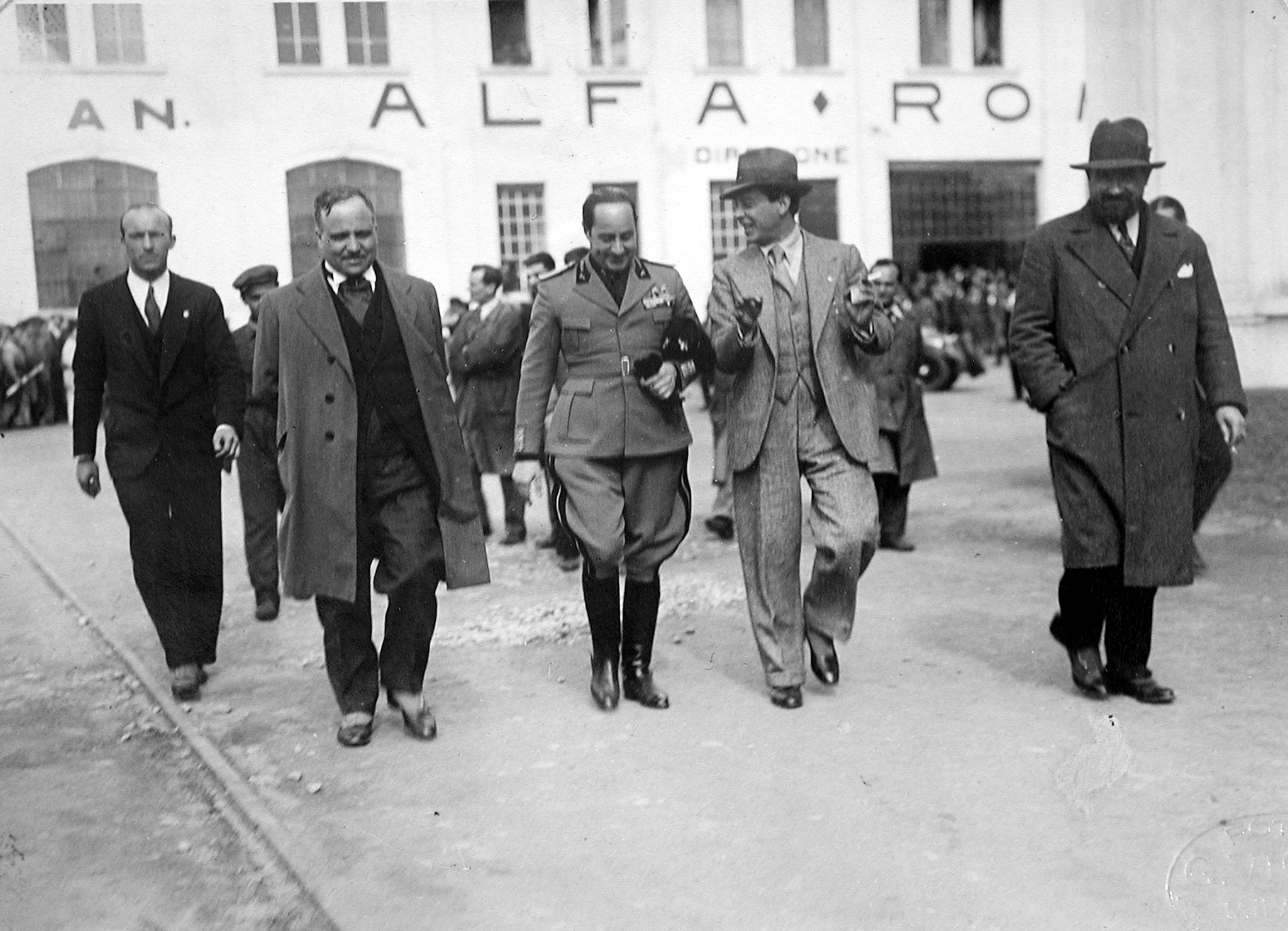
Achille Starace (midden), c. 1930

Achille Starace (Gallipoli, 18 augustus 1889 - Milaan, 29 april 1945) was een Italiaans fascistisch politicus. Starace was afkomstig uit een rijke familie die wijn en olijfolie produceerde. Tijdens de Eerste Wereldoorlog vocht hij in het Italiaanse leger (1915-1918) en was sindsdien een felle nationalist. In 1920 richtte Starace de fasci (plaatselijke fascistische afdeling) van Trente op en in 1921 werd hij vicesecretaris van Mussolini's Partito Nazionale Fascista (PNF). Na de fascistische machtsovername (1922) werd Starace inspecteur van Sicilië en omliggende eilanden.
In 1923 werd hij politiek commissaris en lid van de Fascistische Grote Raad. In 1924 werd Starace in de Kamer van Afgevaardigden gekozen. Daarna was hij adjudant commandant van de fascistische militie (1926) en eerste secretaris van de Nationale Fascistische Partij (1931-1939). In die laatste functie stelde hij de fascistische groet verplicht voor de leden van de fascistische partij. Starace, een felle antisemiet, was organisator van de antisemitische campagne die in 1938 werd gestart (Manifesto della Razza) en van de antibourgeoisie-campagne.
Van 1939 tot 1941 was Starace stafchef van de fascistische militie. Tijdens de zitting van de Fascistische Grote Raad in juli 1943 stemde hij tegen de motie van graaf Dino Grandi, en Starace was dus vóór het aanblijven van Mussolini als duce. 
Hij werd door de Duitsers gearresteerd en zat enige tijd gevangen in Verona omdat hij volgens de Duitse en neofascistische autoriteiten in Noord-Italië te weinig had gedaan om Mussolini in het zadel te houden. Na enige tijd kwam hij weer vrij en verbleef met zijn familie tot het einde van de Tweede Wereldoorlog in Milaan. Op 29 april 1945 werd hij door partizanen geëxecuteerd.